# Lucie Desmet
Lucie Jeanne Marie Eugènie (Lucie) Wansart-Desmet (Brugge, 8 februari 1873 – Ukkel, 16 juni 1943 ) was een Belgisch schilder en tekenaar.

## Leven en werk
Lucie Desmet (ook De Smet) was een dochter van horlogemaker en juwelier Dominique Hector Eugène Desmet en Béatrice Wilhelmine Marie Vandenreeck.  Ze studeerde aan de Koninklijke Academie voor Schone Kunsten van Brussel als leerling van Jan Frans Portaels. Ze leerde op de Academie Adolphe Wansart (1873-1954) kennen, met wie ze in 1894 trouwde. Net als zij schilderde hij, maar hij kreeg later vooral bekendheid als beeldhouwer. Hij maakte meerdere beelden van haar, waaronder een buste van haar met hoed, die is opgenomen in de collectie van het Museum voor Schone Kunsten in Gent. Ze kregen een zoon Eric Wansart, die als schilder en beeldhouwer in zijn ouders voetsporen trad.
Wansart-Desmet tekende en schilderde onder meer figuren, portretten en composities, ze ontwierp daarnaast glasramen. Ze exposeerde haar werk onder meer tijdens de wereldtentoonstelling van 1910 in Brussel, de internationale tentoonstelling in Charleroi (1911), de Driejaarlijkse in Brussel (1914), een tentoonstelling van het Uccle Centre d'Art (1921) en de Driejaarlijkse in Gent (1925). In 1927 vestigde het echtpaar Wansart zich, met zoon Eric, in Rueil-Malmaison, bij Parijs. Het atelier in Ukkel werd aangehouden en ze pendelden geregeld tussen Frankrijk en België.
Lucie Wansart-Desmet overleed op 70-jarige leeftijd.